# 3Dc
3Dc (auch als DXN, BC5 oder Block Compression 5 bezeichnet) ist ein von ATI Technologies für 3D-Computergrafik entwickeltes verlustbehaftetes Texturkomprimierungssystem für Normalmaps. Die FourCC-Kennung ist ATI2.
3Dc ist ein sogenannter Offener Standard, der sowohl von ATI als auch Nvidia verwendet wird. Er baut auf dem DXT5-Algorithmus auf, komprimiert Normalmaps aber deutlich effizienter und fehlerfreier. Der maximal mögliche Komprimierungsfaktor beträgt laut ATI 4:1, d. h. in dem Grafikspeicher können viermal so viele Texturdetails gespeichert werden wie ohne Komprimierung.